# Óscar David Preciado Bohórquez
Óscar David Preciado Bohórquez, destacado deportista colombiano de la especialidad de Triatlón que fue campeón suramericano en Medellín 2010.

## Trayectoria
La trayectoria deportiva de Óscar David Preciado Bohórquez se identifica por su participación en los siguientes eventos nacionales e internacionales:

### Juegos Suramericanos
Fue reconocido su triunfo de ser el décimo noveno deportista con el mayor número de medallas de la selección de  Colombia en los juegos de Medellín 2010.

#### Juegos Suramericanos de Medellín 2010
Su desempeño en la novena edición de los juegos, se identificó por obtener un total de 4 medallas:

- , Medalla de oro: Distancia Olímpica Equipo Triatlón Hombres
- , Medalla de oro: Triatlón Velocidad Distancia Equipo Hombres
- , Medalla de bronce: Triatlón Distancia Olímpica Hombres
- , Medalla de bronce: Triatlón Velocidad Distancia Hombres